# Anthomyia cuneicerca
Anthomyia cuneicerca är en tvåvingeart som beskrevs av Griffiths 2001. Anthomyia cuneicerca ingår i släktet Anthomyia och familjen blomsterflugor.
Artens utbredningsområde är Washington. Inga underarter finns listade i Catalogue of Life.